# Fosfuranilita
La fosfuranilita és un mineral de la classe dels minerals fosfats. Va ser descoberta l'any 1879 en una mina del comtat de Mitchell, a l'estat de Carolina del Nord (EUA), sent nomenada així per la seva composició química: un fosfat amb uranil.

## Característiques químiques
És un uranil-fosfat hidratat de potassi i calci. Molt relacionat amb la yingjiangita (K2Ca(UO2)7(PO4)4(OH)6·6H2O), es pot confondre amb ella i possiblement siguin el mateix mineral.

## Formació i jaciments
Es forma com a mineral secundari comú a les zones a la intempèrie de les pegmatites del granit, recobrint fissures prop de la uraninita alterada, així com en jaciments d'urani i vanadi en paleocanals en arenisques.
Sol trobar-se associat a altres minerals com: uraninita, autunita, metaautunita, uranofana, uranofana-beta, becquerelita, curita, parsonsita, torbernita, metatorbernita, Saleeïta, sabugalita, haiweeíta i òpal amb urani.

## Usos
Pot ser extret com a mena de l'estratègic urani. Per la seva forta radioactivitat ha de ser manipulat amb les degudes precaucions.